# 上坂政形
上坂 政形（うえさか まさかた、元禄9年（1696年） - 宝暦9年4月5日（1759年5月1日））は、江戸幕府の与力、旗本。通称は安左衛門。

## 略歴
当初は南町奉行所の与力を勤めていた。
享保17年（1732年）6月12日に代官となり、200俵を給される。
元文元年（1736年）、本所中之郷（墨田区）に拝領屋敷が与えられることが老中の松平信祝より大岡忠相を通して伝えられる。
延享3年（1746年）3月14日に勘定組頭に昇進。同4年（1747年）正月19日に御三卿の1つ・田安家の郡奉行に転じるが、後に職を辞し、小普請入りする。
宝暦9年（1759年）4月5日、没す。享年64。法名は了悟で、牛嶋の弘福寺に葬られる。

## 事績

### 法典の編纂
町奉行所に与力として勤めていた時期、奉行の大岡忠相に命ぜられて『享保度法律類寄（きょうほうどほうりつるいよせ）』や、『撰要類集（せんようるいじゅう）』（『享保撰要類集』）の編纂を行っている。
『享保度法律類寄』は、仕置（処罰）の軽重を分類整理・要約したものを側に置くことを望んだ徳川吉宗の要請で作成されることになったもので、大岡が分類したものを、評定所一座が評議し、吉宗に提出するという運びになった。しかし、忠相が多忙だったため、政形と加藤枝直の2人が分類作業をすることになり、大岡家用人の小林勘蔵とともに、『六諭衍義（りくゆえんぎ）』を参考にして仕置例の要約と類別を行うよう命じられた。『六諭衍義』の様式がよく分からなかったため、加藤が『六諭衍義』を俗語体に直した上で作業に取りかかることとなったが、政形は『六諭衍義』についての知識がなかったので実際は加藤1人が作成した後、上坂と加藤2人の名前で提出した。評定所一座は文末に博奕、酒狂い、引負（ひきおい）金の仕置に関する内容を補足したのみで特に訂正はせず、享保9年（1724年）6月15日に同書は吉宗に提出され、その意に叶ったため、大岡・加藤・政形の3名に褒美が与えられた。
翌10年（1725年）に、政形は忠相の命を受けて『撰要類集』の編纂に携わる。御仕置関係の定書、諸書付、窺書、町奉行所関係書類、由緒書などから重要なものを選び、同年9月に、全9冊を完成させた。これには大岡が町奉行・評定所・地方御用掛の職務遂行の際に作成した法令や受け取った法令もまとめられており、増補作業は元文元年（1736年）8月に大岡が寺社奉行に転任した後も町奉行所で続けられた。

### 武蔵野新田の支配
享保17年6月、代官に抜擢され、大岡の配下として武蔵国内の2万7,040石余と武蔵野新田の支配を命じられる。この時、政形と同じく大岡支配下の役人である蓑正高も相模国酒匂川流域3万3,560石余の支配を命じられているが、この2人は身分が低く、仕事のために必要な資金を準備できないとして大岡は老中の松平乗邑に金60両の拝借金を請願している。政形は、同年に死去した大岡支配役人の1人で代官の岩手信猶の支配跡地を受け継ぎ、さらにその後はこれも大岡支配役人である代官・荻原乗秀の支配地もあわせて武蔵野新田を一手に支配することとなる。この年より政形は、新田育成資金として開発料・施設費用・御救金などの資金投下や公金貸付政策を開始する。
享保19年（1734年）正月に、荻原乗秀が江戸城西丸の納戸頭に転任した際、その支配地を含めた武蔵野新田全域の9万4,000石の支配を担当する。同年3月2日、武蔵国内の4万3000石余と上総国長柄郡内の370石を支配地に加え、さらに北武蔵野（東京都北部と埼玉県南部）と上総国東金（千葉県東金市）・千町野（せんちょうの、千葉県茂原市）・畑沢野（はたざわ、千葉県木更津市）などの新田場支配も申し渡される。
享保20年、上総国長柄郡千町野の新田の検地を勘定所役人である御勘定の長坂矩貞と共に実施。同年3月1日、検地に赴くためとして松平乗邑により政形は扶持を5割増しされている。
元文元年（1736年）、大岡忠相を検地奉行として、武蔵野新田の検地を実施。検地は長坂矩貞と共同で、政形配下の手代と帳付各18名を補佐に、現地の農民を案内にして行われた。
元文3年（1738年）、新田場を襲った飢饉により、一時期安定化した新田経営は一気に悪化する。この凶作について吉宗から直々に質問を受けた政形は大岡と相談し、農民救済のためその夜のうちに多摩郡押立村に出張することとなった。押立村の名主・川崎平右衛門が、政形とともに新田農民の救援にあたり、その手腕を認められて平右衛門は翌4年（1739年）8月に上坂配下の「南北武蔵野新田世話役」に任命される。さらに翌5年（1740年）には、平右衛門は独自の裁量権を与えられ、政形の下から離れる。平右衛門は政形の公金貸付政策を拡大・整備して長期的な新田育成資金とし、新田経営の安定化の助けとした。
『大岡日記』によると元文3年（1738年）に大岡忠相配下であった上坂の代官所による栗の植林を3ヵ年に渡って実施する件について、7月末日に御用御側取次の加納久通より許可が出たため、大岡が8月10日に勝手掛老中の松平乗邑に出費の決裁を求めたが、乗邑は「聞いていないので書類は受け取れない」と処理を一時断っている。この対応は例外的であり、当時は御側御用取次が実務官僚の奉行などと直接調整を行って政策を決定していたため、この事例は乗邑による、吉宗体制下の老中軽視の政治に対するささやかな抵抗と見られている。
政形は蓑正高・田中喜乗とともに「大岡支配下の三代官」と呼ばれ、寺社奉行となった後も関東地方御用掛を兼任し続けた大岡の配下としてその職務を補佐した。
歴史学者の沼田頼輔は、上坂が残した後世に伝えるべき偉大な業績は、川崎平右衛門を登用して多摩・入間・高麗・秩父4郡の開墾事業を完成させたことだとしている（同著『大岡越前守』）。

### 新御代官
寛保3年（1743年）7月9日に、政形は支配地増地の上で勘定奉行・神尾春央の配下へと異動した。
元文2年（1737年）6月14日に、老中の松平乗邑は勝手掛老中に任命されて幕府農財政の最高責任者となり、勘定奉行の神尾とその配下の勘定組頭・堀江芳極を中心として年貢増徴政策を進める。堀江の配下に、勘定方出身者を中心に構成され、関東各地に配属された「新御代官（しんおだいかん）」と呼ばれる8名の代官がいて、政形も新御代官の1人として松平乗邑の政策に協力した。
乗邑の増徴（増税）政策は、大名や旗本などの私領地は検地によって石高に結ばれた年貢を取ることのできる土地のみでそれ以外の「高外地（たかがいち）」は幕府のものであるという考えに基づき、これまで非課税だった高外地を天領・私領（旗本の知行地など）の区別なく課税するというものであった。
この政策は、それらの土地の農民や領主たちの抵抗で失敗に終わり、上総国の旗本知行地の山林から材木を切り出した政形も、領主である服部八郎五郎保房（やすふさ）の異議申し立てにより材木を返還させられている。政形は、岡田庄大夫俊惟（としただ）、青木次郎九郎安清（やすきよ）、蓑正高とともに「よろしき御代官」として将軍徳川吉宗にも高く評価されたが、その一方で松平乗邑の政策に従った「非義不仁（ひぎふじん）」な支配により百姓は虐げられ大いに困窮させられたとして、百姓たちが目安箱に直訴するにおよんだが、政形の上司の神尾春央やさらにその上の松平乗邑によって握りつぶされてしまい、吉宗にまでこの訴状が届かなかったと言われている。